# Allenhurst (Floride)
Pour les articles homonymes, voir Allenhurst.
Allenhurst est une ancienne communauté du comté de Brevard, dans l'État de Floride, aux États-Unis. Elle était située juste au nord du canal Haulover (en). La localité est démolie et ses habitants contraints de déménager après la construction du centre spatial Kennedy, en même temps que 17 autres communautés.